# هيكسون

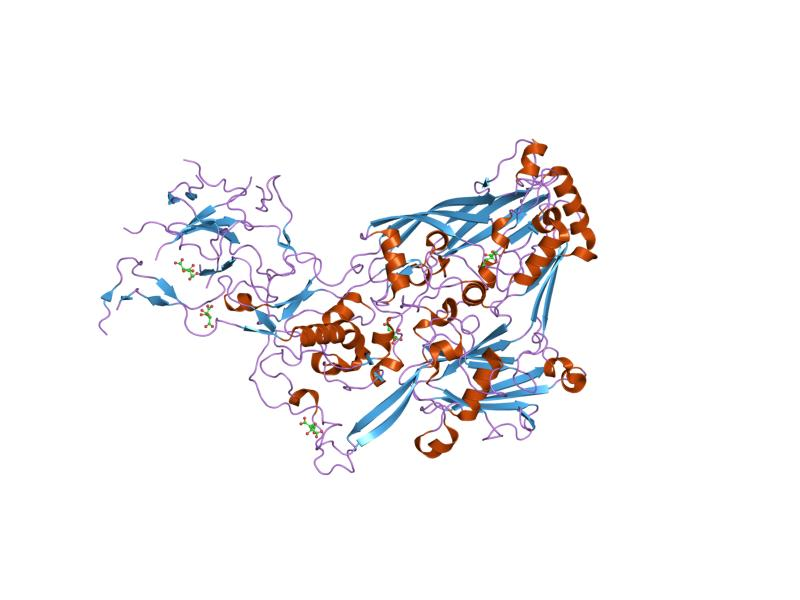
صقل فيروسة غدانية نوع 2 هيكسون

الهيكسون (بالإنجليزية: Hexon protein)‏ في البيولوجيا الجزيئية بروتين الهيكسون هو المعطف البروتيني الرئيسي الموجود لدى الفيروسات الغدانية.
معطف هيكسون البروتيني يتم تجميعه خلال أواخر العدوى. يتم تنظيم النسخ الـ 240 من مثلوث الهيكسون التي تم إنتاجها حتى تقع 12 على كل جانب من الجوانب العشرين.